# Valdarno
Il Valdarno è la valle percorsa dall'Arno con l'esclusione del primo tratto, cioè il Casentino, e delle valli formate dai principali affluenti, come, ad esempio, la Val di Chiana, la Valdambra, la Valdisieve, la Valdelsa, la Valdera.
La parte che si estende da Arezzo a Firenze e da qui alla stretta della Gonfolina si chiama Valdarno Superiore, quella da Montelupo a Pisa Valdarno Inferiore.

## Valdarno Superiore

### Geografia
Il Valdarno Superiore è un ampio catino naturale, chiuso a nord est dal massiccio del Pratomagno e delimitato a sud ovest dai modesti Monti del Chianti. L'Arno vi entra attraverso la «valle dell'Inferno», una lunga gola oggi occupata da due bacini artificiali contigui, uscendone alla «stretta dell'Incisa». La vallata del Valdarno è divisa fra la Provincia di Arezzo e la Città Metropolitana di Firenze, anche se il dialetto parlato è il fiorentino. La sezione aretina si slarga fino ad includere l'ondulato territorio solcato dall'Ambra, affluente di sinistra del maggior fiume toscano.
Il Valdarno superiore presenta una notevole varietà paesaggistica: alpestre e solitario sulle alte pendici del Pratomagno; accidentato da pittoreschi fenomeni di erosione argillosa ai piedi della stessa dorsale; caratterizzato dall'opera dell'uomo nella parte centrale. La porta del Valdarno è Ponticino, posto sulla riva sinistra dell'Arno lungo la statale 69; è il primo paese che si incontra dopo che il fiume, con il salto della Penna, lascia il Casentino e la piana aretina. Il primo comune che l'Arno attraversa entrando nel Valdarno è Laterina.
Terra di antica industrializzazione, il Valdarno ha un'economia attiva e differenziata, presente nei settori alimentare, tessile, dell'abbigliamento, delle calzature, estrattivo, chimico, di trasformazione dei metalli ed elettromeccanico. Ne è il cuore il triangolo Montevarchi-San Giovanni Valdarno-Terranuova, denso di attività, di traffici e di servizi. Scarso il peso dell'agricoltura e limitato quello del terziario. Nel Medioevo la vallata fu a lungo contesa tra Firenze e Arezzo.
I centri principali del Valdarno Superiore (considerando inglobate anche la Valdambra e le colline che salgono al Pratomagno) sono Montevarchi, San Giovanni Valdarno, Cavriglia, Bucine, Figline Valdarno, Terranuova Bracciolini, Loro Ciuffenna, Incisa in Val d'Arno, Castelfranco di Sopra, Pian di Scò, Reggello, Rignano sull'Arno, Pontassieve.

### Storia

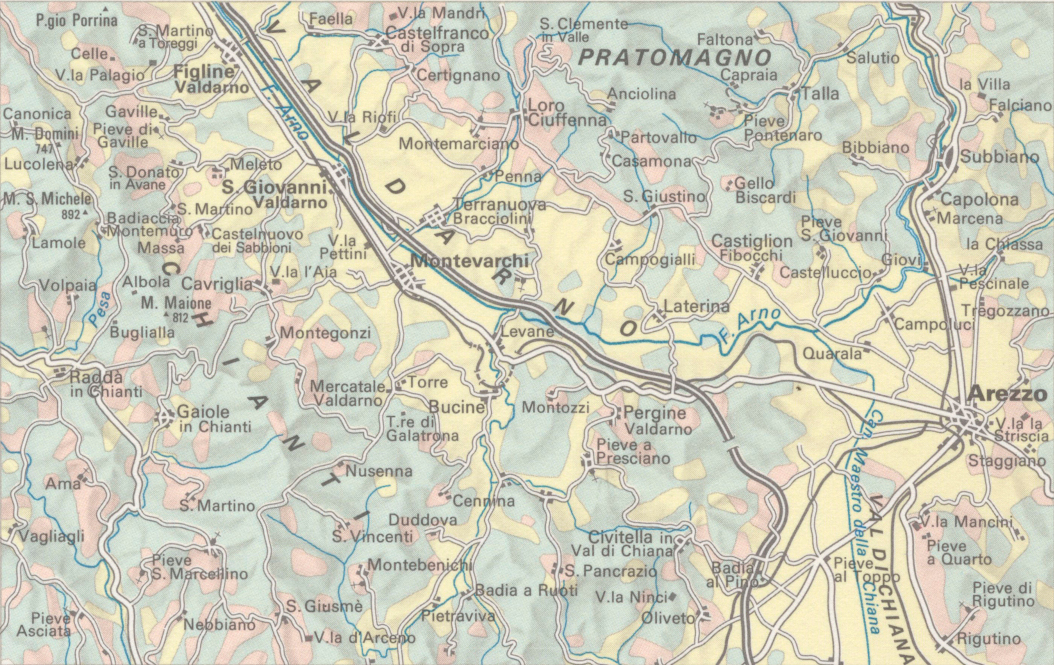
Carta del Valdarno aretino: numerosi villaggi di altura testimoni di insediamenti feudali sui rilievi di Pratomagno e del Chianti. Nell'interposta valle si mescolano eredità ubicative etrusche, notevoli impianti urbanistici di fondazione comunale e, soprattutto ove ha inizio la val di Chiana, forti segni degli assetti conseguenti a bonifiche rinascimentali (Atlante tematico d'Italia, Touring Club, 1992).

Nel Valdarno superiore sono stati rinvenuti numerosi reperti che testimoniano la presenza di insediamenti umani sin dall'età della pietra. Numerosi sono stati i popoli che hanno abitato la valle, tra cui gli Etruschi, i Liguri e i Romani, grazie alla fertilità e all'abbondanza di fauna.
Sul Valdarno, si ha un maggior numero di fonti storiche risalenti al Medioevo, un periodo in cui la Toscana era una delle zone più ricche e importanti d'Europa. Durante l'Età di mezzo cominciano ad essere edificate sorgere le prime cerchia murarie, e i paesi assumono dimensioni notevoli per l'epoca. Nel Basso Medioevo, in età comunale il Valdarno si trovava al centro di tre grandi centri in lotta fra loro: Arezzo, Firenze e Siena. Conseguentemente il Valdarno fu teatro di molti scontri; la valle, oltre ad essere strategica dal punto di vista geografico, era importante anche per le risorse alimentari.
Dopo la vittoria di Firenze nella battaglia di Campaldino la vallata fu posta sotto il governo della Repubblica fiorentina.
Furono creati due presidi militari per ridurre le incursioni aretine e senesi, e per limitare o togliere il potere ai signori locali che potevano fomentare una rivolta contro lo Stato fiorentino:
- San Giovanni (oggi San Giovanni Valdarno);
- Castel Santa Maria (odierna Terranuova Bracciolini).

Dopo aver sottomesso Arezzo, Firenze doveva combattere altri nemici per continuare ad avere l'egemonia nella valle: l'imperatore del Sacro Romano Impero Arrigo VII e il papa Sisto VI. Per questo motivo i fiorentini fecero costruire mura attorno a Montevarchi e a San Giovanni, ma ciò non riuscì a scongiurare la conquista da parte delle truppe papali.
Il Valdarno fu flagellato dalla peste, oltre che dalle periodiche esondazioni dell'Arno, che ogni volta mietevano un gran numero di vittime, distruggendo i campi e mettendo a dura prova la sopravvivenza dei valdarnesi.

### Borghi
Il Valdarno superiore è un territorio ricco di affascinanti borghi risalenti a differenti periodi storici:
- Numerosi borghi di origine medievale come l'Anciolina, Bucine, Castelfranco Piandiscò, Cavriglia,  Chiassaia, Gropina, il Borro, Figline e Incisa Valdarno, Loro Ciuffenna, Montevarchi, Poggio di Loro, Pontassieve, Pratovalle, Reggello, Rignano sull'Arno, Rocca Ricciarda, Roveraia, borgo fantasma che oggi è in stato ruderale, San Clemente in Valle, San Giovanni Valdarno e San Giustino Valdarno, Terranuova Bracciolini,
- Borghi di origine seicentesca come Casamona.

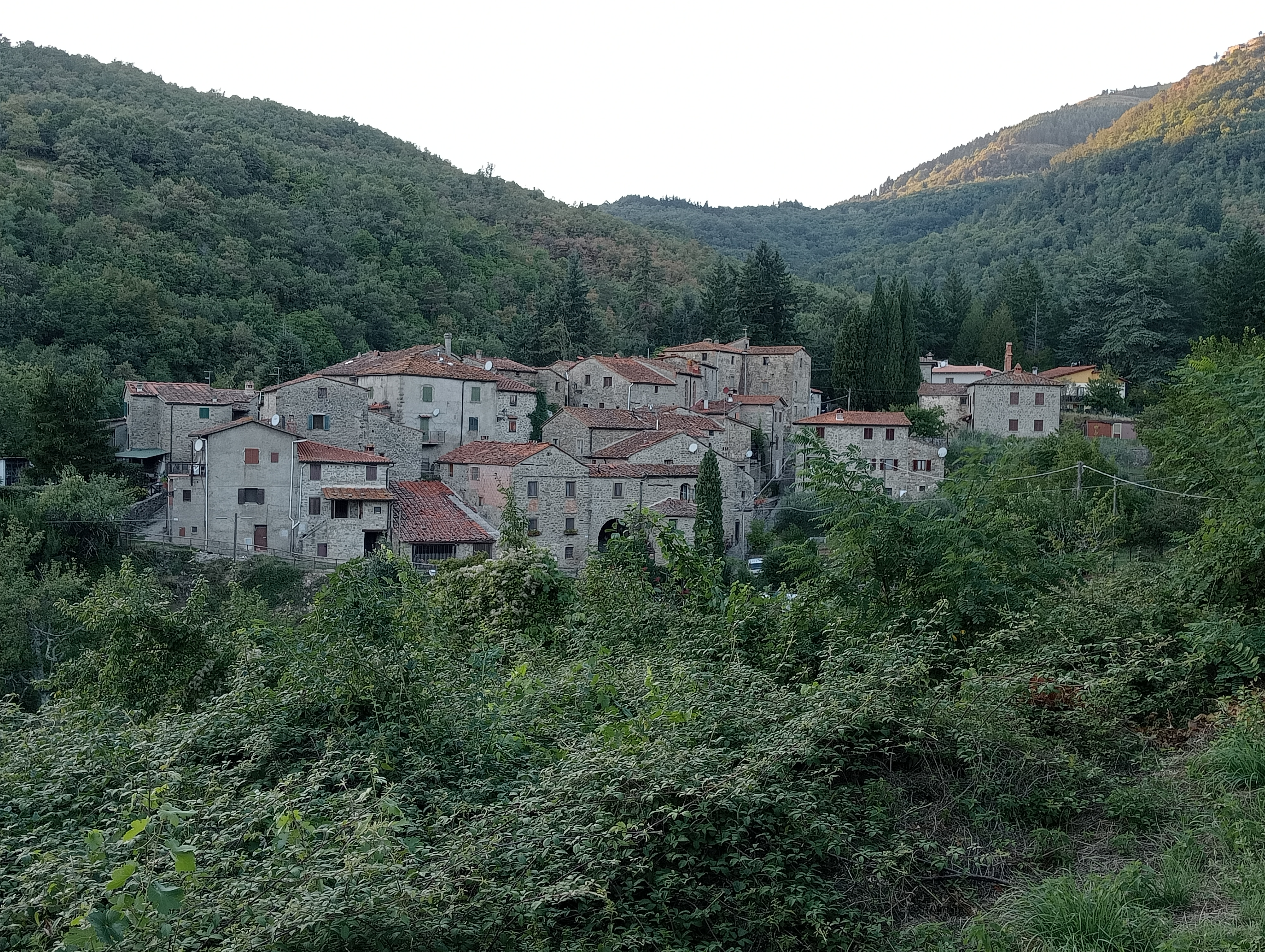
Pratovalle (Loro Ciuffenna)

### Infrastrutture e trasporti
Il Valdarno superiore è percorso da numerose vie di comunicazione di importanza regionale e nazionale. È attraversato dalla linea Alta Velocità "direttissima" Firenze-Roma che attraversa i maggiori comuni della valle; parallela alla ferrovia scorre l'autostrada A1. Oltre alla "direttissima" il Valdarno è servito anche dalla linea storica che effettua servizio viaggiatori a Pontassieve, Rignano sull'Arno, Incisa Valdarno, Figline Valdarno, San Giovanni Valdarno (dove è presente uno scalo merci operativo), Montevarchi, Bucine, Laterina, Ponticino. Dal 2006 su questa linea ferroviaria è entrato in funzione il nuovo orario cadenzato Memorario (Toscana). Il servizio è svolto da Trenitalia, mentre le linee sono gestite da Rete Ferroviaria Italiana. Oltre al trasporto su ferro nel Valdarno è presente il trasporto pubblico locale gestito da Autolinee Toscane.

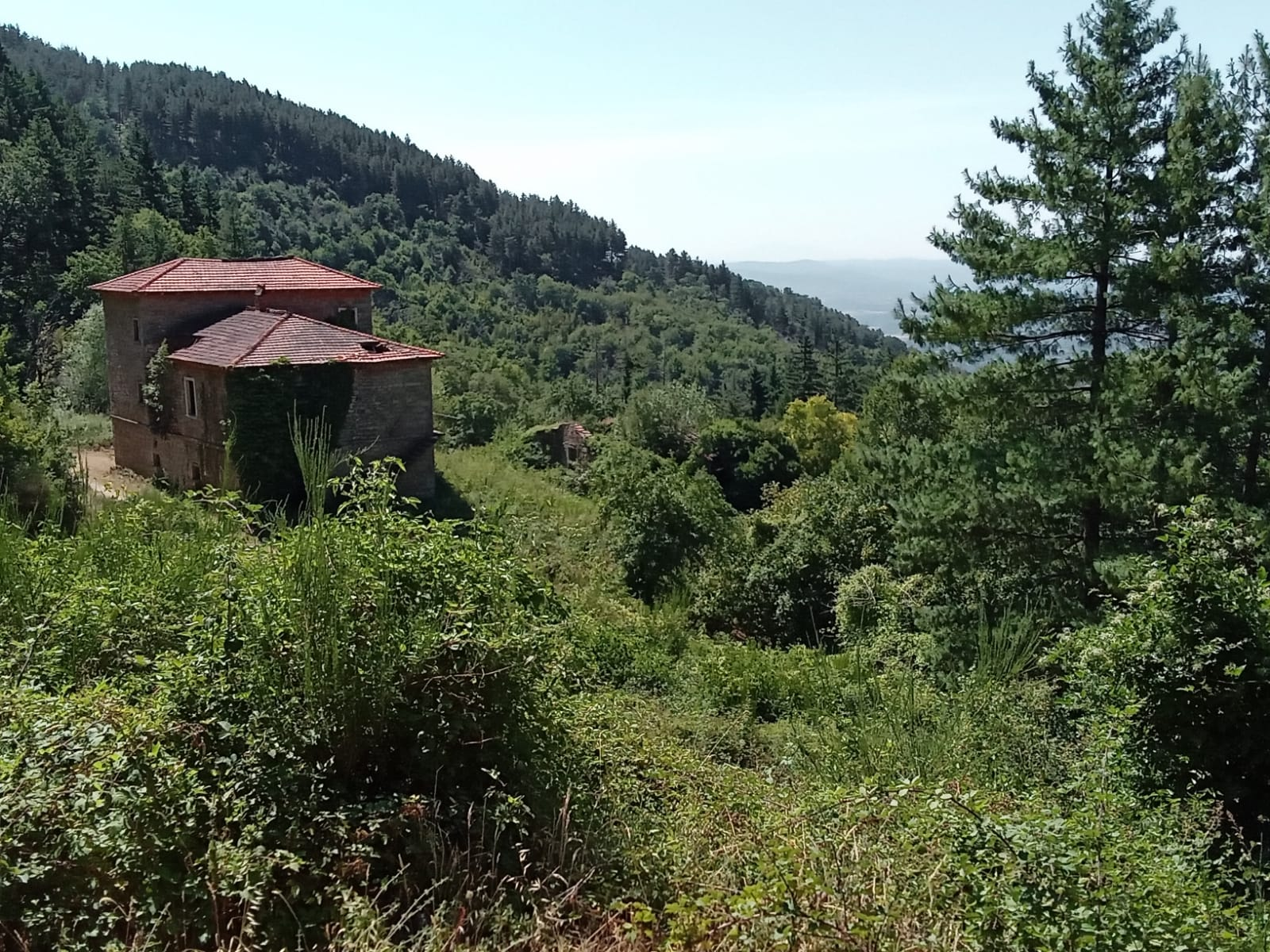
Borgo fantasma di Roveraia (Loro Ciuffenna)

La principale strada che collega i comuni del Valdarno è la Strada Regionale 69 di Val d'Arno.

### Musica
A Pratovalle, frazione del comune di Loro Ciuffenna, vivevano gli antenati del noto cantautore romano Renato Zero, il cui vero nome è Renato Fiacchini. La presenza della famiglia Fiacchini nel paese è documentata almeno dal 1841.

## Valdarno Inferiore
I centri principali del Valdarno Inferiore sono invece Montelupo Fiorentino, Capraia e Limite, Empoli, Fucecchio, Castelfranco di Sotto, Santa Croce sull'Arno, Montopoli in Val d'Arno, San Miniato, Pontedera, Ponsacco, Cascina e Pisa.